# Permis AM
Pour les articles homonymes, voir BSR.

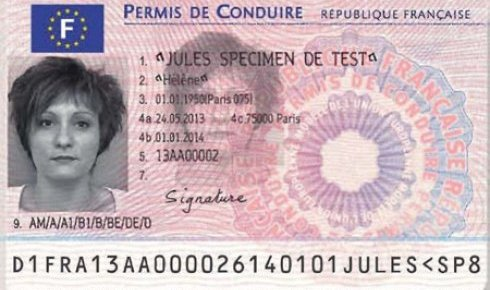
Recto du nouveau permis de conduire français.

Le permis AM (autrement dit « apprenti motocycliste »), anciennement brevet de sécurité routière (BSR), est une catégorie de permis de conduire européen exclue du régime de permis à points, autorisant son titulaire à conduire un cyclomoteur ou un quadricycle léger à moteur (voiturette ou quad) dès l'âge de 14 ans.
Avant le 1er novembre 2014, l'âge requis pour les voiturettes était de 16 ans.

## Présentation

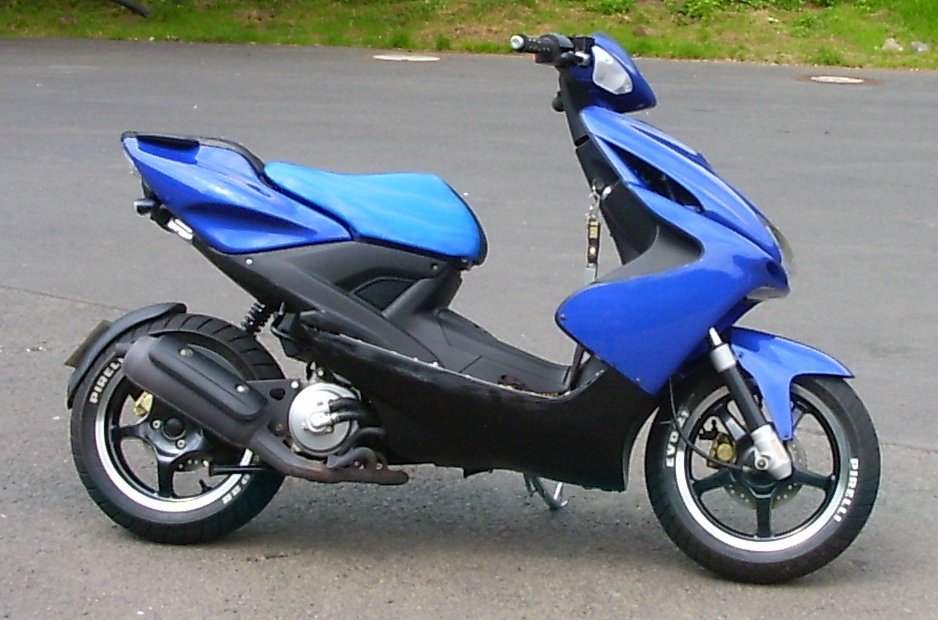
Un scooter de 49.9 cm3.

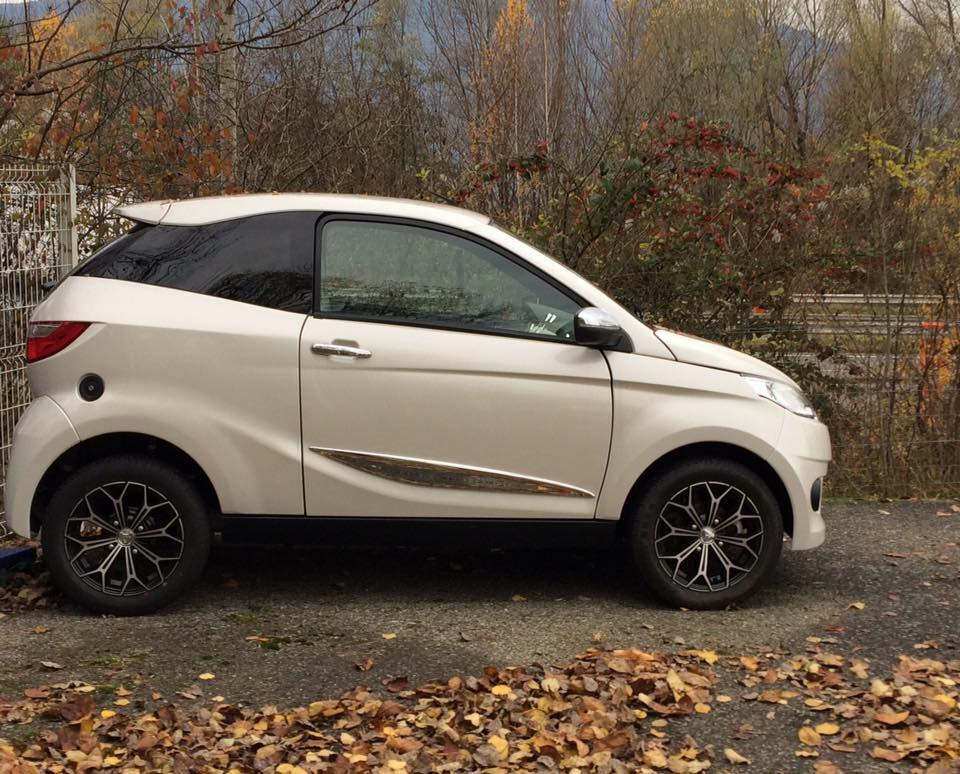
Une voiture sans permis.

Ce permis est entré en vigueur le 19 janvier 2013 avec la réforme du permis moto. Il s'obtient à la suite d'une formation théorique (ASSR ou ASR) et d'une formation pratique. Depuis le 1er mars 2019, la durée de la formation est de huit heures. Ce permis est obligatoire pour les personnes atteignant l'âge requis de 14 ans. Les personnes nées après le 1er janvier 1988 ayant déjà obtenu une autre catégorie de permis de conduire, celles en période de suspension, d'annulation (sauf décision judiciaire contraire) ou d'invalidation de ce dernier, d'un brevet de sécurité routière ou d'un titre équivalent délivré par un État de l'Union européenne ou de l'Espace économique européen ne sont pas tenues d'obtenir en plus le permis AM. Les personnes nées avant cette date ne sont pas tenues de détenir le permis AM,.
Pour les cyclomoteurs, le moteur doit répondre aux caractéristiques suivantes (catégorie L1e ou L2e) :
- Cylindrée maximale de 50 cm3 pour les moteurs à combustion interne ;
- Puissance maximale de 4 kW (5,5 CV) pour le moteur dans tous les cas (thermique, électrique).

Pour les voiturettes, le moteur doit répondre aux caractéristiques suivantes (catégorie l6e) :
- Cylindrée maximale de 50 cm3 pour les moteurs à combustion interne à allumage commandé (moteur essence) et 500 cm3 pour les moteurs diesel;
- Puissance maximale de 6 kW pour le moteur dans tous les cas (thermique, électrique).

## Historique
Le brevet de sécurité routière, créé en 1996, entre dans la politique de prévention pour l'utilisation des deux roues et du continuum éducatif à la route. L'objectif est d'endiguer le nombre d'adolescents victimes d'accidents.
Il est alors possible de choisir entre deux usages pour lesquelles il est obligatoire :
- à partir de 14 ans pour les cyclomoteurs de cylindrée inférieure à 50 cm3 ;
- à partir de 14 ans pour les quadricycles légers à moteur.

Le BSR se compose d’une partie théorique (que l'on passe généralement au collège : l'ASSR 1 et 2) et d’une partie pratique. Celle-ci est effectuée la plupart du temps en moto école agréée sans examen.
Depuis le 19 janvier 2013, les modalités d'obtention ont quelque peu évolué.

## Permis AM actuel
Le permis AM reprend essentiellement le programme du BSR, mais en portant la durée de la formation à huit heures. Le suivi complet du cycle de formation, comme c’était le cas avec le BSR, suffit à obtenir le permis AM. En revanche, le permis AM est dorénavant délivré en préfecture et non plus à l’auto-école, et bénéficie du nouveau permis de conduire électronique au format carte bancaire et doté d'une puce électronique.
Cependant, toute personne née avant le 1er janvier 1988 reste dispensée de tout permis et de toute formation pour conduire un cyclomoteur ou un quadricycle léger, même si elle n'a jamais conduit de véhicule à moteur.
Toutes les personnes qui ont un permis de conduire (A ou B, ainsi que leurs extensions, attestations de formation ou sous-catégories : A1, B1, B(E), B96) ont automatiquement le permis AM. En revanche, l'apprentissage anticipé de la conduite (conduite accompagnée) ne donne pas droit au permis AM (pendant le temps de la conduite accompagnée).

### Partie théorique
Comme c'était le cas pour le BSR, la partie théorique est validée par l'obtention de l'ASSR1 ou ASSR2, la formation étant dispensée respectivement en classe de cinquième et en classe de troisième au collège, ou de l'ASR.

### Partie pratique
Pour pouvoir enseigner l'option cyclomoteur, le moniteur de conduite doit être titulaire du Brevet pour l'exercice de la profession d'enseignant de la conduite automobile et de la sécurité routière (BEPECASER) tronc commun ainsi que de la mention deux-roues. La formation pratique de huit heures se compose de différents thèmes (échanges, formation hors circulation, code de la route, conduite sur voies de circulation publiques et sensibilisation aux risques), répartis sur deux jours.

## Attestation de suivi de formation

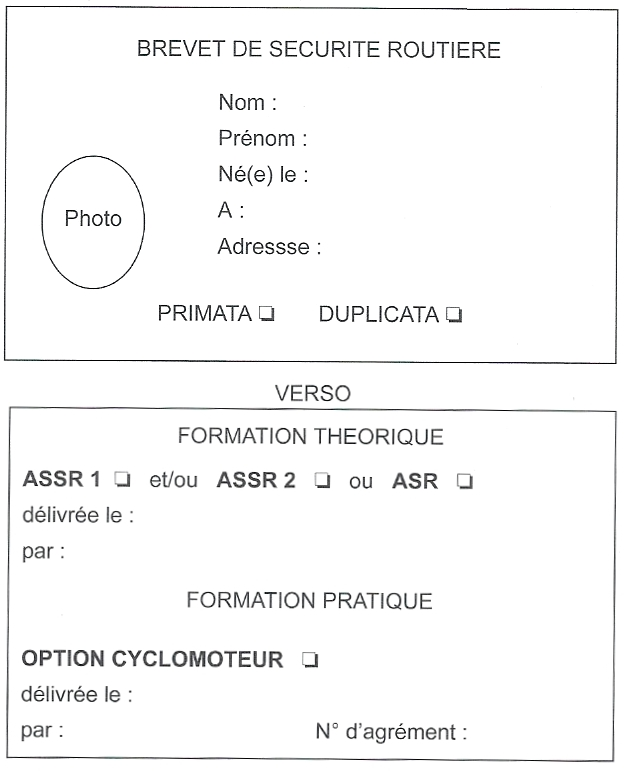
Ancien modèle du BSR et ses mentions obligatoires.

Il n'y a pas d'examen à proprement parler. Si le moniteur juge l'élève apte à la conduite d'un cyclomoteur ou d'un quadricycle léger à moteur en circulation, le permis est obtenu. Pour l'ancien BSR, c’était le moniteur qui délivrait le brevet en fin de formation. Maintenant, celui-ci est délivré par les préfectures et ressemble à n'importe quel permis de conduire, l'auto-école remet simplement à l'élève une attestation du suivi de la formation et doit transmettre une copie en préfecture.
Si l'attestation de suivi seule autorise la conduite pendant quatre mois à compter de sa date de délivrance, seul le permis donne ce droit au-delà de ce délai.
Contrairement aux autres permis de conduire, le permis AM n'est pas soumis au barème de point. De plus, la suspension ou l'annulation du permis de conduire n'affecte pas la catégorie AM qui constitue un « autre droit de conduire » (à moins qu'un tribunal en décide autrement). Ainsi, toute personne ayant son permis de conduire suspendu ou annulé peut demander la délivrance du permis AM.

### Ancien modèle
L'ancien modèle du brevet de sécurité routière est réglementé par le Code de la route. Il doit être établi sur un document à fond blanc au format 10,6 cm de largeur et 6,3 cm de hauteur. Une protection plastique collante doit recouvrir le document afin de sécuriser les informations.

### Modèle actuel
Le modèle de permis AM correspond au nouveau permis de conduire français au format carte de crédit. Dès 14 ans, les jeunes ont donc le même document que leurs aînés.
La validité de la catégorie AM est de 15 ans à compter de la date de sa délivrance. Cette validité est inscrite sur le permis. Le BSR quant à lui n'a pas de limite de validité.

## Cadre règlementaire
| Domaine                                                       | Acte                                        | Libellé                                                                                                  |
| ------------------------------------------------------------- | ------------------------------------------- | --- |
| Code de la route                                              | Livre II - Titre 2 - Chapitre 1 - Section 1 | Attestations et brevet de sécurité routière.                                                             |
| Conditions d'obtention du brevet de sécurité routière         | Arrêté du 9 juillet 2004                    | modifiant l'arrêté du 17 décembre 2003 fixant les conditions d'obtention du brevet de sécurité routière. |
| Conditions d'obtention du brevet de sécurité routière         | Arrêté du 17 décembre 2003                  | Conditions d'obtention du brevet de sécurité routière.                                                   |
| Conduite des cyclomoteurs et des quadricycles légers à moteur | Décret no 004-795 du 29 juillet 2004        | Conduite de certains véhicules terrestres à moteur.                                                      |
| Conduite des cyclomoteurs et des quadricycles légers à moteur | Décret no 2002-675 du 30 avril 2002         | Formation à la conduite et à la sécurité routière et modifiant le Code de la route.                      |